# النجادي (إب)
النجادي هي إحدى قرى الجمهورية اليمنية. تتبع جغرافيا لمحافظة إب وإداريًا لمديرية العدين. يبلغ تعداد سكانها 3103 نسمة حسب الإحصاء الذي أجري عام 2004.